# بالوانتسیته
بالوانتسیته (به بلغاری: Balvantsite) یک منطقهٔ مسکونی در بلغارستان است که در شهرستان دریانوو واقع شده‌است.